# Johannes Hoffmann
Pour les articles homonymes, voir Hoffmann.
Ne doit pas être confondu avec Johannes Hoffmann (homme politique, 1867).
Johannes Hoffmann (né le 23 décembre 1890 à Landsweiler-Reden dans l'arrondissement d'Ottweiler ; mort le 21 septembre 1967 à Völklingen) est un homme politique allemand appartenant au CVP (Christliche Volkspartei des Saarlandes). Il est le premier ministre de la Sarre de 1947 à 1955.

## Biographie
Il naquit en 1890 à Landsweiler-Reden et avait des origines modestes. Après l'Abitur, il étudia d'abord la théologie à Trèves dans le but de devenir prêtre. Bientôt, toutefois, il changea d'avis et s'inscrivit à l'Albert-Ludwigs-Universität de Fribourg où il étudia le journalisme. Quand éclata la Première Guerre mondiale, il s'engagea volontairement et combattit notamment en Turquie où il reçut l'Étoile de fer de Gallipoli.
Après la guerre il travailla comme journaliste à l'organe central du parti allemand du Centre à Berlin. Le 1er octobre 1929, il devint rédacteur en chef de la Saarbrücker Landeszeitung, le principal journal catholique de la Sarre. Après la prise de pouvoir par Hitler, il prit position contre le nazisme dans la presse sarroise, qui à cette date était encore libre.
En 1934, le journal, qui se hâtait d'obéir aux futurs maîtres, le congédia de son poste. Il fonda alors la Neue Saarpost où dans ses articles il combattit le régime nazi et le retour de la Sarre au Reich allemand. Après le plébiscite de la Sarre en faveur de l'Allemagne, le 13 janvier 1935, il émigra d'abord en France puis au Luxembourg. En 1936, il fut déchu de sa nationalité allemande.
Craignant les représailles allemandes, le gouvernement luxembourgeois lui refusa une licence de travail en tant que journaliste, si bien qu'il put seulement publier quelques articles dans le Luxemburger Wort. Pour faire vivre sa famille, il prit à bail une ferme. En 1939, il reçut un engagement pour le programme de langue allemande à la radio française à Paris. Il y donnait des informations sur les crimes du régime nazi.
En 1940, au début de la bataille de France, il fut interné par les Français à Audierne. Après l'effondrement de la France il s'enfuit en zone libre où, jusqu'en 1941, il vécut caché dans un couvent en Provence. En 1941, un faux passeport lui permit de passer au Portugal en passant par l'Espagne, puis il émigra au Brésil. À Rio de Janeiro, il fut accueilli par l'ambassadeur du Canada, qui l'hébergea chez lui.

## L'après-guerre
En 1945, Hoffman revint en Sarre où il fut un des membres fondateurs de la Christlichen Volkspartei (CVP) dont il devint le président pour le Land. L'élection se fit à la quasi-unanimité en raison de son intégrité personnelle. En même temps, il devint rédacteur en chef de la Saarländischen Volkszeitung (organe du CVP) et coéditeur de la Neue Saarbrücker Zeitung.
En 1947, il devint président de la Commission constitutionnelle et de l'Assemblée législative qui adopta la Constitution de la Sarre. De 1947 à 1955, il fut ministre-président de la Sarre. En 1950, il obtint la fin du statut d'occupation française. En raison de sa politique, la Sarre était dans les faits depuis 1953 un État indépendant.
Ce qu'il cherchait, c'était « trouver pour la Sarre une solution qui contribuât à détendre les relations franco-allemandes et à encourager l'indispensable unité de l'Europe ». Il menait à cet effet une politique séparatiste qui visait à séparer la Sarre de l'Allemagne, non seulement sur le plan économique mais encore sur le plan politique. Après le plébiscite sarrois de 1955, lorsque la majorité de la population eut rejeté le statut qui avait été négocié entre l'Allemagne et la France, et par là l'européanisation de la Sarre, il démissionna de son poste de ministre-président.
Un des slogans lancés contre lui par les partis pro-allemands avant le vote était : « Il faut que le gros s'en aille ! » La politique de Hoffmann et du CVP se caractérisait par une liaison économique et politique étroite avec la France, accompagnée d'une politique sociale active, mais aussi par une politique intérieure autoritaire. En 1956, il se retira définitivement de la politique. En 1963, il publia encore un livre, Das Ziel war Europa (Le but, c'était l'Europe), où il exposait les objectifs de sa politique et faisait un bilan de son gouvernement. Il mourut à Völklingen en 1967 et fut enterré au cimetière Neue Welt à Sarrelouis. Sa tombe jouxte directement celle de Hubert Ney, qui fut son adversaire et son successeur.

## Une opinion sur Hoffmann
« Il est difficile de se détacher des méfiances nationales étroites, de surmonter des habitudes et des préjugés vieux de plusieurs siècles et de se placer résolument sur la voie du progrès et de l'avenir. C'est le mérite d'hommes clairvoyants d'avoir essayé de précéder leur époque, et c'est le mérite de M. le président Hoffmann de s'y être consacré en dépit des difficultés et de l'impopularité d'une pareille tâche. »

— Robert Schuman, ancien président du conseil et ancien ministre des Affaires étrangères, président du Parlement européen 1958-1960.

## Anecdotes
En 1919 Johannes Hoffmann avait épousé Frieda Krause à Berlin. Ils eurent six enfants. Un fils tomba en Russie en 1943. Un second fils devint moine chez les oblats (dans le même monastère où Hoffmann s'était caché de 1940 à 1941).
Le surnom « Joho » correspond à l'abréviation par laquelle Hoffmann signait ses articles de presse. Le sobriquet injurieux « le Gros » est dû à Heinrich Schneider – appelé volontiers en riposte « Heini Schneider ».
Une anecdote se rapporte à une représentation de Johannes Hoffmann sculptée dans le grès dans la cathédrale Dillingen. À l'origine on comptait la mettre en remerciement de l'aide que Johannes Hoffmann avait apportée pour réparer les dommages causés par la Seconde Guerre mondiale. Toutefois, comme l'aide s'était révélée moindre que ce qui avait été promis, la sculpture fut placée tout en haut de la nef, à un endroit invisible pour ceux qui visitaient l'église.

## Jugement de la postérité
L'action de Johannes Hoffman reste l'objet de controverse. Dès les années 1950, il était la cible de critiques acerbes ; c'est ainsi que, sur une affiche des partis pro-allemands qui faisaient campagne pour le rejet du statut on pouvait lire :

« Joho, der falsche Bergmannssohn,
verkauft die Saar um Judaslohn. »

Plusieurs décennies après le vote de 1955 des détracteurs le désignaient comme un « traître à son pays », comme un « collaborateur » ou comme un « autocrate », et on qualifia durement de Demokratur l'époque de son gouvernement. Dans ce regard en arrière sur ce qu'il avait fait on oubliait souvent que l'européanisation de la Sarre qu'il avait tentée était en même temps un objectif avoué du gouvernement fédéral dirigé par le chancelier Konrad Adenauer.
Johannes Hoffmann est aujourd'hui largement oublié chez les plus jeunes. Dans les années 1990 un hommage tardif lui fut rendu quand un quartier de Sarrelouis reçut son nom. En 2002, la place qu'on venait d'aménager en face du palais des congrès de Sarrebruck fut nommée Johannes-Hoffmann-Platz. Ce ne fut pas sans susciter la controverse dans la population, comme le montra le courrier des lecteurs dans la Saarbrücker Zeitung. En 2008, pour la première fois, Hoffman eut l'honneur d'une biographie complète. L'auteur, Henry Küppers, historien à l'université de Wuppertal nous le représente comme un homme politique, qu'on a accusé à tort de manquer de patriotisme.

## Œuvres
- Johannes Hoffmann : Am Rande des Hitlerkrieges. Tagebuchblätter. Vorw. & Hg.: Heinrich Küppers. [Avec des extraits de son journal personnel]. Gollenstein, Blieskastel 2005. Reihe: Malstatter Beiträge aus Gesellschaft, Wissenschaft, Politik und Kultur.  (ISBN 3-935731-86-8)
- Das Ziel war Europa. Der Weg der Saar 1945-1955 Olzog
- « Wille und Weg des Saarlandes », discours à l'occasion de centième séance du Landtag de Sarre le 6 avril 1951, Saarländische Verlags Anstalt & Druckerei, Sarrebruck 1951, 18 p.
- « Wir rufen zur christlichen Solidarität ». Discours à l'occasion du sixième congrès de la CVP du 7 au 9 décembre 1951 à Sarrebruck.